# سيد مراد علي شاه
سيد مراد علي شاه (بالأردوية: مراد علی شاہ)‏ (بالإنجليزية: Murad Ali Shah)‏ هو مصمم إنشائي وسياسي باكستاني، ولد في 8 نوفمبر 1962 في كراتشي في باكستان. حزبياً، نشط في حزب الشعب الباكستاني. وقد انتخب عضو في مجلس مقاطعة السند ‏ عن دائرة PS-80 Jamshoro-I ‏ وقد انضم خلال فترته النيابية ‏ (13 أغسطس 2018 – )  للكتلة البرلمانية حزب الشعب الباكستاني البرلماني وانتخب رئيس وزراء السند ‏ (18 أغسطس 2018 – ) وانتخب رئيس وزراء السند ‏ (29 يوليو 2016 – 28 مايو 2018).